# Edward L. Thorndike
Edward Lee Thorndike (Williamsburg, 31 de agosto de 1874 — Montrose, 9 de agosto de 1949) foi um psicólogo norte-americano.
Iniciou seus estudos de Psicologia na Universidade Harvard, Estados Unidos, onde foi discípulo de William James. Um dos aspectos da psicologia que particularmente o fascinava, era o estudo do aprendizado dos animais. Posteriormente, passou a estudar com Cattell, na Universidade Columbia, para onde se transferiu, a fim de prosseguir seus estudos. 
Edward Lee Thorndike esteve na origem do surgimento do condicionamento operante, pois foi baseando-se nas suas primeiras experiências (descobriu que um ser vivo em resposta a uma consequência agradável tende a repetir o comportamento e faz exactamente o contrário quando recebe uma consequência desagradável) que B. F. Skinner desenvolveu a sua teoria sobre este processo de aprendizagem.
O termo empregado em aprendizagem pode ser mantido proveitosamente no seu abrangente sentido tradicional para descrever a redisposição de respostas em uma situação complexa.
Para Ivan Pavlov, um estímulo inato (inato para provocar uma resposta, tal como salivação) é emparelhado com um estímulo neutro (neutro para a resposta de salivação)e, conforme são feitos os emparelhamentos, o antigo estímulo neutro torna-se um estímulo condicionado (aprendido) e passa a eliciar a mesma resposta que o estímulo inato elicia.
O principal representante do Associacionismo é Edward L. Thorndike, e sua importância está em ter sido o formulador de uma primeira teoria de aprendizagem na Psicologia. Sua produção de conhecimentos pautava-se por uma visão de utilidade deste conhecimento, muito mais do que por questões filosóficas que perpassam a Psicologia.
O termo associacionismo origina-se da concepção de que a aprendizagem se dá por um processo de associação das ideias — das mais simples às mais complexas. Assim, para aprender um conteúdo complexo, a pessoa precisaria primeiro aprender as ideias mais simples, que estariam associadas àquele conteúdo.
Thorndike formulou a Lei do Efeito, que seria de grande utilidade para a Psicologia Comportamentalista. De acordo com essa lei, todo comportamento de um organismo vivo (um homem, um pombo, um rato etc.) tende a se repetir, se nós recompensarmos (efeito) o organismo assim que este emitir o comportamento. Por outro lado, o comportamento tenderá a não acontecer, se o organismo for castigado (efeito) após sua ocorrência. E, pela Lei do Efeito, o organismo irá associar essas situações com outras semelhantes. Por exemplo, se, ao apertarmos um
dos botões do rádio, formos “premiados” com música, em outras oportunidades apertaremos o mesmo botão, bem como generalizaremos essa aprendizagem para outros aparelhos, como toca-discos, gravadores etc.